# PA-7100

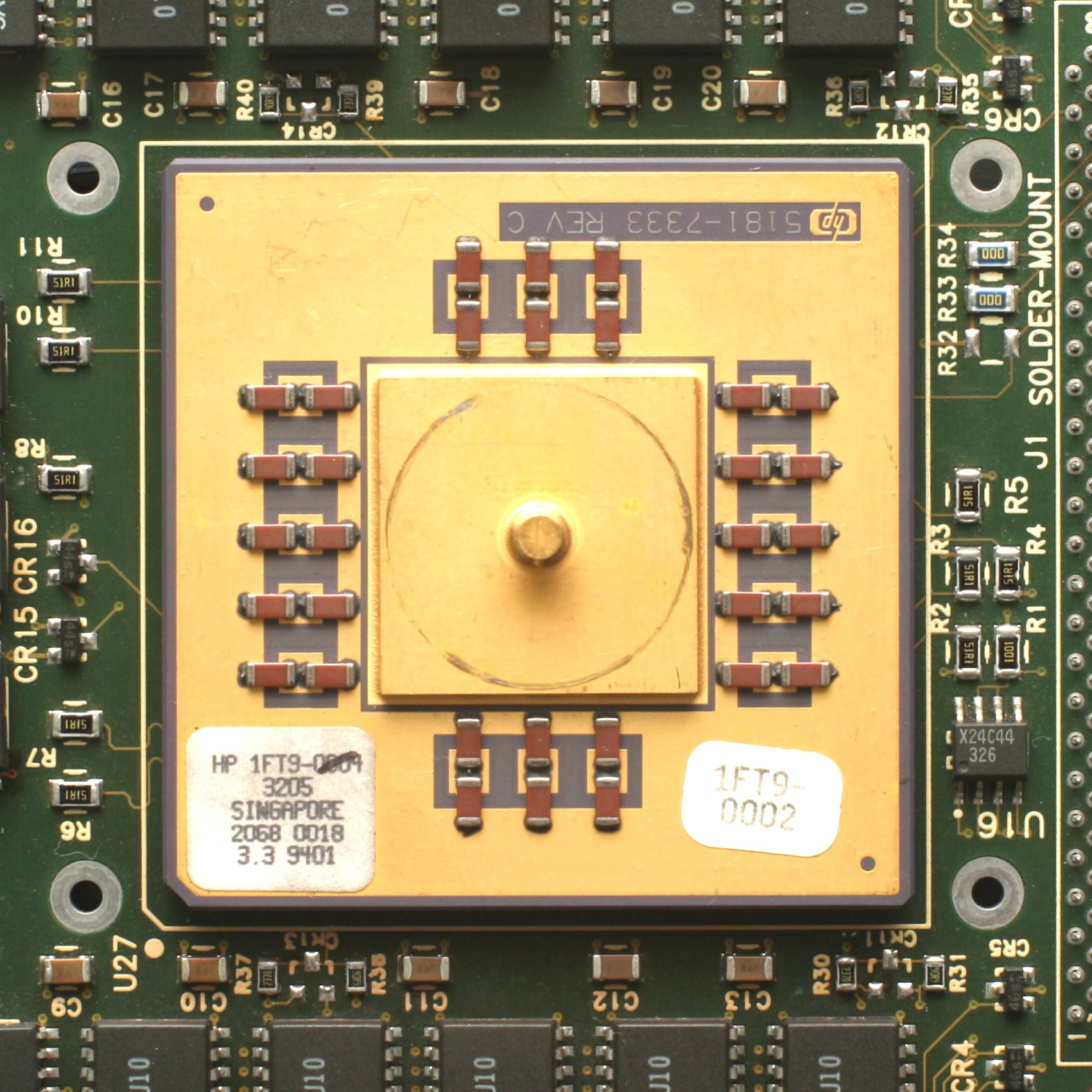
PA-7150-es mikroprocesszor

A PA-7100 mikroprocesszort a Hewlett-Packard (HP) fejlesztette ki az 1990-es évek elején. PCX-T néven is ismert, kódneve Thunderbird. Ez a processzor a PA-RISC 1.1 utasításkészlet-architektúrát (ISA) implementálja. 1992 elején mutatták be; ez volt az első PA-RISC mikroprocesszor, amely lapkára építve magában foglalta a lebegőpontos egységet (FPU). 33 - 100 MHz közötti órajeleken működött és elsősorban a Digital Equipment Corporation (DEC) Alpha 21064 processzorával versengett a munkaállomások és szerverek piacán. A PA-7100 processzort a HP használta HP 9000 munkaállomásaiban és a Stratus Computer Continuum hibatűrő szervereiben.
A processzor az azt megelőző PA-7000 (PCX-S) csipkészleten alapul, amely egy mikroprocesszorból és egy FPU-ból álló megvalósítás. A PA-7100 850 000 tranzisztort tartalmaz, mérete 14,3 × 14,3 mm, felülete 204,49 mm². A HP saját CMOS26B folyamatával gyártották, ami egy 0,8 µm-es CMOS folyamat. A PA-7100 csip egy wolfram-réz hőterítővel ellátott 504 tűs CPGA tokozásban került forgalomba.
1994-ben egy javított PA-7100 változatot mutattak be, a PA-7150 jelölésű modellt. Ez, javított áramköri kialakítása miatt, képes volt a 125 MHz-es órajelen való működésre. Ugyanazzal a CMOS26B folyamattal gyártották, mint a PA-7100-at.
Mindkét processzort a HP Corvallis (Oregon) és Fort Collins (Colorado) városokban lévő gyártóüzemeiben gyártották.
A PA-7100LC és a PA-7200 mikroprocesszorok szintén a PA-7100-as processzoron alapulnak.

## Fordítás
Ez a szócikk részben vagy egészben  a   PA-7100 című angol Wikipédia-szócikk ezen változatának fordításán alapul.  Az eredeti cikk szerkesztőit annak laptörténete sorolja fel. Ez a jelzés csupán a megfogalmazás eredetét és a szerzői jogokat jelzi, nem szolgál a cikkben szereplő információk forrásmegjelöléseként.